# Djaffar Belhocine
Djaffar Belhocine, né le 8 août 1961, est un ancien handballeur international algérien,
Il est le président de la section handball du GS Pétroliers.

## Parcours de joueur

### Palmarès avec les clubs
MP Oran
- Vainqueur du Championnat arabe des clubs champions en 1983

Nadit Alger
- Championnat d'Algérie 1985
- Coupe d'Algérie 1985
- Coupe des clubs des champions d'Afrique 1982.
- Championnat arabe des clubs champions 1985.

MC Alger
- Championnat d'Algérie (5) 1988, 1989, 1990, 1991, 1992
- Coupe d'Algérie 1987, 1989, 1990, 1991, 1993
- Coupe d'Afrique des vainqueurs de coupe 1988, 1991, 1992, 1993
- Championnat arabe des clubs champions 1989, 1991

### Palmarès avec l'Équipe d'Algérie
- médaille d'or au Championnat d'Afrique des nations 1983
- médaille d'or au Championnat d'Afrique des nations 1987
- médaille d'or au Championnat d'Afrique des nations 1989
- médaille d'argent aux Jeux méditerranéens de 1983
- 12e place aux Jeux olympiques 1984
- 16e place au Championnat du monde 1990 ( Tchécoslovaquie)
- 5e place aux Jeux méditerranéens de 1991

## Parcours d'entraîneur et DTS

### Palmarès avec les clubs
Al Nasr Dubaï
- Championnat des Émirats arabes unis : 2001
- Vainqueur de la Coupe des vice-présidents des Émirats arabes unis : 2000 , 2002

### Palmarès avec l'équipe d'Algérie
- Médaille d'or au championnat d'Afrique 1996[4]
- Médaille d'argent aux Jeux panafricains 2003
- 15e place au championnat du monde 1999 ( Égypte)